# 1693년
1693년은 목요일로 시작하는 평년이다.

## 연호
- 청(淸) 강희(康熙) 32년
- 일본(日本) 겐로쿠(元禄) 6년
- 후 레 왕조(後黎朝) 찐호아(正和) 14년

## 기년
- 류큐(琉球) 쇼테이왕(尚貞王) 25년
- 청(淸) 성조 강희제(聖祖 康熙帝) 32년
- 조선(朝鮮) 숙종(肅宗) 19년
- 후 레 왕조(後黎朝) 희종(熙宗) 18년

## 탄생
- 1월 2일 - 조선 제21대 국왕 영조의 정비(正妃) 정성왕후. (~1757년)
- 1월 28일 - 러시아 제국 로마노프 왕조의 4번째 군주 안나 이바노브나. (~1740년)

### 미상
- 조선 후기의 학자 이수연. (~1748년)

## 사망
- 5월 26일 - 프랑스의 작가 라파예트 부인. (1634년~)